# 尊重婚姻法案
《尊重婚姻法案》（英語： / 简称：；H.R. 8404，S. 4556）是美国国会的两党法案； 旨在废除《捍卫婚姻法案》，要求美国联邦政府承认美国同性婚姻和异族通婚的有效性，并保护宗教自由。该法案最初的版本于2009年得到了前共和党众议员鲍勃·巴尔的支持，他是《捍卫婚姻法案》的最初提案人之一；同时也在当时得到了前美国总统比尔·克林顿的支持，他于1996年签署批准了《捍卫婚姻法案》。 奥巴马政府也支持《尊重婚姻法案》。 法案最初版提案已在前几届的国会会期中被提出，而另一个版本提案则于2015年1月在第114届美国国会的众议院与参议院被同时提出。
2015年6月26日，美国最高法院在“奥贝格费尔诉霍奇斯案”中裁定，依据第14修正案，美国各州必须承认同性婚姻。 该判决使得《捍卫婚姻法案》的最后剩余条款无法执行，并实质上使得《尊重婚姻法案》成为一部实际上的联邦法律。但是，美国同性婚姻的未来却在2022年再度遭到质疑。保守派大法官克拉伦斯·托马斯在“多布斯诉杰克逊妇女健康组织案”中发表了同意意见书，并在意见书中认为最高法院“应当重新考虑”“奥贝格费尔诉霍奇斯案”的判决。 可如果《尊重婚姻法案》获得通过，那《捍卫婚姻法案》将被正式废除并同时要求联邦政府承认同性婚姻与异族通婚，并会将“奥贝格费尔诉霍奇斯案”及1967年“洛文诉弗吉尼亚州案”中的部分判词编纂进《美国法典》。 2022年7月，《尊重婚姻法案》被重新提交给国会，其主要的修订内容包括增加了对异族通婚的保护。 2022年7月19日，该法案在众议院得到两党投票通过。 威斯康辛州参议员塔米·鲍德温在2022年11月14日宣布，民主党与共和党已经达成两党协议，他们预计在参议院内可以获得60票以打破冗长辩论对立法议程的阻扰。 最终参议院在11月16日以“62票比37票”通过一项辩论终结动议；对动议投反对票的参议员绝大多数是来自大草原地区和南方地区的共和党人。 11月29日，参议院以“61票比36票”通过了该法案。 大部分美国人都支持同性婚姻；而异族通婚则得到普遍支持。
法案的最终版本分裂了美国反对同性婚姻的宗教团体。 它得到了一些福音主义基督徒的支持，他们认为这是LGBT伴侣权利与宗教自由之间的适当妥协， 耶稣基督后期圣徒教会对此也持相似观点； 但由于法案对美国天主教主教会议和美南浸信会的有关性别信仰的不认同而遭致它们的强烈反对。

## 立法背景
直到1996年，美国联邦政府基于联邦立法的目的而在习惯上承认在任何州合法举行的婚姻。 在一场旨在使夏威夷州同性婚姻合法化的诉讼失败后，美国国会通过了《捍卫婚姻法案》；该法案其中的一部分内容禁止联邦政府承认同性婚姻。

## 法案内容

### 众议院版本
《尊重婚姻法案》（H.R. 8404）于2022年7月18日在众议院提出，内容如下：
|  | 废除《捍卫婚姻法案》并确保尊重国家对婚姻的规定并及其他目的法 需由美利坚合众国参众两院在国会中通过 第一章：法案短题 本法可以引述称为“尊重婚姻法案”。 第二章：废除《捍卫婚姻法案》第二章对《美国法典》第28编的所增加内容 废除《美国法典》第28编第1738C章。 第三章：给予婚姻平等充分信任与尊重 修订《美国法典》第28编第115章，未来修订后的版本将在1738B章后插入如下内容： §. 1738C. 某些行为、记录和程序及其影响 (a) 总则。——任何以州法律名义行事的人都不得否认—— (1) 对其他任何州有关两人之间基于性别、种族、民族或国籍的婚姻之任何公共行为、记录或司法程序给予充分信任与尊重； (2) 或因这种婚姻而产生的权利或索赔，其基础是该婚姻在其州法律下不会因当事人的性别、种族、民族或国籍而得到承认。 (b) 总检察长的强制执行——总检察长可以在适当的美国地方法院对任何违反(a)款的人提起民事诉讼，以获得宣告性和禁令性救济。 (c) 私人诉讼权——任何因违反(a)款而受到伤害的人都可以在适当的美国地方法院对违反该款的人提起民事诉讼，以获得宣告性和禁令性救济。 (d) 州的定义——在本节中，“州”一词具有第1编第七章中赋予该术语的含义。 第四章：婚姻认可 修订《美国法典》第1篇第七章内容如下： §. 7. 婚姻 (a) 就任何将婚姻状况作为一个因素的联邦法律、规则或条例而言，如果一个人的婚姻在缔结婚姻的州有效；或在在任何州以外缔结的婚姻并前提是婚姻在缔结地有效且本来可以在州内缔结，则该个人应被视为已婚。 (b) 在本节中，“州”一词是指州、哥伦比亚特区、波多黎各联邦或美国的任何其他领土或属地。 (c) 为(a)款的目的，在确定婚姻在一个州或缔结地是否有效时，如果在任何州以外则仅适用于缔结婚姻时所在司法管辖区内之适用法律。 第五章：可分割性 如果本法的任何规定、或依本法作出的任何修正案、或将此类规定适用于任何个人、实体、政府或情况，被认为违宪；则本法的其余部分或由此作出的任何修正案，或将此类规定应用于所有其他人、实体、政府或情况，则不应因此受到影响。 |

### 参议院版本
2022年11月29日，参议院以“61票比39票”的结果通过了经修订后的法案，其中增加了两个部分并做了一些修改。 修改后的法案将交回众议院进行最终的批准。

## 法律选择
除了废除《捍卫婚姻法案》之外，《尊重婚姻法案》还将为美国联邦政府建立一种测试某婚姻是否对联邦目的有效的方法，这种法律窘境被称为“法律选择”。预计联邦法院及行政官员需要确定在一个州有效而在另一个州无效的婚姻是否对联邦目的有效；亦或者在外国有效但并没有得到美国国内每个州都承认的婚姻也是否对联邦目的有效。针对这两个问题，该法案提出了两种测试方法。如果某婚姻在美国某州举行且在该州有效，那该婚姻亦可得到联邦承认；或如果该婚姻在美国境外任何地方举行且在美国国内至少一个州有效，那该婚姻也可得到联邦承认。
有法律学者对用《尊重婚姻法案》是否是解决该问题的适当方法存在争议。支持《捍卫婚姻法案》的法律教授林恩·沃德尔写道：“（该法案）实质上有偏见，以规避不允許或不承认同性婚姻州的政策”并“违反了聯邦主義”。 支持原典主義的憲法學者威廉·鲍德则赞同《尊重婚姻法案》，他主張，法律选择的优先度是婚姻举行地高于已婚配偶住所，这是因为已婚配偶住所更容易变更，而依据婚姻举行地选择法律则可“促进可预测性和稳定性”。
法律学家伊拉·索明则认为法案的第三章比第四章更容易在司法系统中出现合宪性问题；但他同时表示法案有一个可分割性条款来规避某部分违宪而导致整个法案违宪的问题。

## 立法过程

### 第111届国会

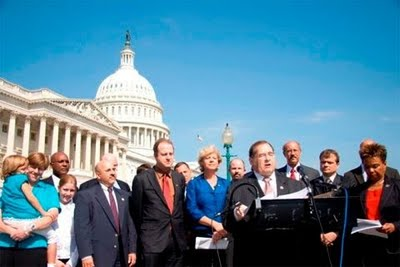
杰里·纳德勒众议员宣布提案《2009年尊重婚姻法案》。

《2009年尊重婚姻法案》由众议员杰里·纳德勒于2009年9月15日提案，该法案得到了120名众议员的连署。

## 立法历史
| 国会届次               | 法案短题           | 法案编号  | 提案日期      | 提案人                          | 连署人数 | 最新状况                                                                    |
| ---------------------- | ------------------ | --------- | ------------- | ------------------------------- | -------- | --------------------------------------------------------------------------- |
| 第111届                | 2009年尊重婚姻法案 | H.R. 3567 | 2009年9月15日 | 杰里·纳德勒众议员（民－纽约）   | 120人    | 提交众议院司法委员会 提交众议院司法委员会宪法、公民权利和公民自由小组委员会 |
| 第112届                | 2011年尊重婚姻法案 | S. 598    | 2011年3月16日 | 黛安·费恩斯坦参议员（民－加州） | 32人     | 获参议院司法委员会通过并递交至参议院                                        |
| 第112届                | 2011年尊重婚姻法案 | H.R. 1116 | 2011年3月16日 | 杰里·纳德勒众议员（民－纽约）   | 160人    | 提交众议院司法委员会                                                        |
| 第113届                | 尊重婚姻法案       | S. 1236   | 2013年6月26日 | 黛安·费恩斯坦参议员（民－加州） | 45人     | 提交参议院司法委员会                                                        |
| 第113届                | 尊重婚姻法案       | H.R. 2523 | 2013年6月26日 | 杰里·纳德勒众议员（民－纽约）   | 183人    | 提交众议院司法委员会                                                        |
| 第114届                | 尊重婚姻法案       | S. 29     | 2015年1月6日  | 黛安·费恩斯坦参议员（民－加州） | 44人     | 提交参议院司法委员会                                                        |
| 第114届                | 尊重婚姻法案       | H.R. 197  | 2015年1月6日  | 杰里·纳德勒众议员（民－纽约）   | 152人    | 提交众议院司法委员会                                                        |
| 第117届                | 尊重婚姻法案       | S. 4556   | 2022年7月19日 | 黛安·费恩斯坦参议员（民－加州） | 43人     | 参议院提案                                                                  |
| 第117届                | 尊重婚姻法案       | H.R. 8404 | 2022年7月18日 | 杰里·纳德勒众议员（民－纽约）   | 189人    | 众议院批准通过（267票比157票）                                              |
| 数据截至2022年11月16日 |                    |           |               |                                 |          |                                                                             |

### 支持方与反对方

#### 支持方
- 纽约州婚姻平等法案（英语：Marriage Equality Act (New York)）

#### 反对方
- 爱德华·惠兰（英语：Edward Whelan (American lawyer)）
- 麦克·加拉格尔
- 伦理与宗教自由委员会（英语：Ethics & Religious Liberty Commission）
- 托尼·珀金斯（英语：Tony Perkins (politician)）
- 威斯康辛家庭理事会（英语：Wisconsin Family Council）
- 美国传统基金会
- 萨尔瓦多·科迪利昂（英语：Salvatore Cordileone）